# Ricardo Jiménez Molina
Ricardo Jiménez Molina (26 de febrero de 1983, Ciudad de México, México) es un exfutbolista mexicano que jugaba como mediocampista.

## Clubes
| Club                   | País   | Año           |
| ---------------------- | ------ | ------------- |
| Puebla FC              | México | 2004 - 2007   |
| Club León              | México | 2008 - 2010   |
| Cruz Azul Hidalgo      | México | 2010          |
| Correcaminos de la UAT | México | 2010-2011     |
| Cruz Azul Hidalgo      | México | 2011          |
| Correcaminos de la UAT | México | 2012-2013     |
| Ballenas Galeana       | México | 2013          |
| Chorrillo FC           | Panamá | 2014          |
| Club Zacatepec         | México | 2014-2015     |
| Cimarrones de Sonora   | México | 2015-presente |